# Lophodermium subtropicale
Lophodermium subtropicale är en svampart som beskrevs av Speg. 1912. Lophodermium subtropicale ingår i släktet Lophodermium och familjen Rhytismataceae.   Inga underarter finns listade i Catalogue of Life.